# Burundi na Letnich Igrzyskach Olimpijskich 2008
Reprezentacja Burundi na Letnich Igrzyskach Olimpijskich 2008 liczyła troje zawodników (2 kobiety i 1 mężczyznę). Burundi miało swoich przedstawicieli w 2 spośród 28 rozgrywanych dyscyplin. Zawodnicy z tego kraju nie zdobyli żadnego medalu. Chorążym reprezentacji była biegaczka długodystansowa, Francine Niyonizigiye. Najmłodszą reprezentantką Burundi na Letnich Igrzyskach Olimpijskich 2008 była 19-letnia pływaczka Elsie Uwamahoro, a najstarszym przedstawicielem tego kraju był 35-letni lekkoatleta Joachim Nshimirimana. Jedna zawodniczka zadebiutowała na igrzyskach.
Był to czwarty start tej reprezentacji na igrzyskach olimpijskich. Najlepszym wynikiem, jaki osiągnęli reprezentanci tego kraju na Letnich Igrzyskach Olimpijskich 2008, była 29. pozycja, jaką Francine Niyonizigiye zajęła w biegu na 5000 metrów.

## Tło startu
Narodowy Komitet Olimpijski Burundi powstał w 1990 roku, a w 1993 roku został zatwierdzony przez Międzynarodowy Komitet Olimpijski. Od tego czasu Komitet Olimpijski tegoż kraju zgłasza reprezentację Burundi do udziału w najważniejszych imprezach międzynarodowych takich jak igrzyska afrykańskie, czy igrzyska olimpijskie.
Burundi na letnich igrzyskach olimpijskich zadebiutował w 1996 roku. Największym sukcesem tego państwa na światowych arenach, jest złoty medal olimpijski, zdobyty przez Vénuste Niyongabo w biegu na 5000 metrów w 1996 roku.

## Statystyki według dyscyplin
Spośród dwudziestu ośmiu dyscyplin sportowych, które Międzynarodowy Komitet Olimpijski włączył do kalendarza igrzysk, reprezentacja Burundi wzięła udział w dwóch. W lekkoatletyce Burundi reprezentowało dwoje zawodników, natomiast w pływaniu jedna zawodniczka.
| Lp.     | Sport         | Mężczyźni | Kobiety | Łącznie |
| ------- | ------------- | --------- | ------- | ------- |
| 1.      | Lekkoatletyka | 1         | 1       | 2       |
| 2.      | Pływanie      | 0         | 1       | 1       |
| Łącznie | Łącznie       | 1         | 2       | 3       |

## Wyniki reprezentantów Burundi

### Lekkoatletyka
Burundi w lekkoatletyce reprezentowało dwoje zawodników – 1 mężczyzna i 1 kobieta. Każdy z nich wystartował w jednej konkurencji. Początkowo Joachim Nshimirimana i Francine Niyonizigiye nie zakwalifikowali się do udziału w Letnich Igrzyskach Olimpijskich 2008, gdyż nie uzyskali wymaganego minimum kwalifikacyjnego. Zgodnie z przepisami przyjętymi przez IAAF każdy kraj, w którym żaden z zawodników nie wypełnił minimum kwalifikacyjnego, otrzymał zaproszenie do zgłoszenia do Letnich Igrzysk Olimpijskich 2008 nie więcej niż 2 lekkoatletów.
Jako pierwsza podczas igrzysk wystartowała Francine Niyonizigiye, która wzięła udział w rywalizacji biegaczek na 5000 metrów. Eliminacje tej konkurencji rozpoczęły się 19 sierpnia 2008 roku o godzinie 19:35. Niyonizigiye startowała w drugim biegu eliminacyjnym, który odbył się 30 minut później. Uzyskawszy wynik 17:08,44, zajęła ostatnie, 14. miejsce wśród zawodniczek, które ukończyły bieg, co w łącznej klasyfikacji dało jej 29. miejsce w gronie 32 zawodniczek. Zwyciężczynią tej konkurencji została Tirunesh Dibaba z Etiopii.
Jako drugi podczas igrzysk w Pekinie wystartował Joachim Nshimirimana, który wziął udział w rywalizacji maratończyków. Finał tej konkurencji rozpoczął się 24 sierpnia o godzinie 7:30. Nshimirimana dobiegł do mety po 2 godzinach, 29 minutach i 55 sekundach, i zajął 68. miejsce (na 76 sklasyfikowanych zawodników, 22 nie zameldowało się na mecie). Zwycięzcą tej konkurencji został nieżyjący już od 2011 roku Kenijczyk Samuel Wanjiru.
Mężczyźni
| Zawodnik             | Konkurencja | Bieg eliminacyjny | Bieg eliminacyjny | Ćwierćfinał | Ćwierćfinał | Półfinał | Półfinał | Finał   | Finał   | Miejsce |
| Zawodnik             | Konkurencja | Wynik             | Miejsce           | Wynik       | Miejsce     | Wynik    | Miejsce  | Wynik   | Miejsce | Miejsce |
| -------------------- | ----------- | ----------------- | ----------------- | ----------- | ----------- | -------- | -------- | ------- | ------- | ------- |
| Joachim Nshimirimana | maraton     |                   |                   |             |             |          |          | 2:29:55 | 68.     | 68.     |

Kobiety
| Zawodniczka           | Konkurencja    | Bieg eliminacyjny | Bieg eliminacyjny | Ćwierćfinał | Ćwierćfinał | Półfinał | Półfinał | Finał                           | Finał                           | Miejsce |
| Zawodniczka           | Konkurencja    | Wynik             | Miejsce           | Wynik       | Miejsce     | Wynik    | Miejsce  | Wynik                           | Miejsce                         | Miejsce |
| --------------------- | -------------- | ----------------- | ----------------- | ----------- | ----------- | -------- | -------- | ------------------------------- | ------------------------------- | ------- |
| Francine Niyonizigiye | bieg na 5000 m | 17:08,44          | 14.               |             |             |          |          | → Odpadła z dalszej rywalizacji | → Odpadła z dalszej rywalizacji | 29.     |

### Pływanie
Burundi w pływaniu reprezentowała jedna zawodniczka, która wystartowała w jednej konkurencji. Początkowo Elsie Uwamahoro nie zakwalifikowała się do udziału w Letnich Igrzyskach Olimpijskich 2008, gdyż nie uzyskała wymaganego minimum kwalifikacyjnego. Zgodnie z przepisami przyjętymi przez Światową Federację Pływacką każdy kraj, w którym żaden z zawodników nie wypełnił minimum kwalifikacyjnego, otrzymał zaproszenie do zgłoszenia do Letnich Igrzysk Olimpijskich 2008 nie więcej niż 2 pływaków. Jedynym kryterium, jakie musieli oni spełnić, był wcześniejszy start na Mistrzostwach Świata w Pływaniu 2007. Elsie Uwamahoro spełniła to kryterium, gdyż podczas mistrzostw świata wystartowała w jednej konkurencji – wyścigu na 50 metrów stylem dowolnym (zajęła w nim 133. miejsce). Na tych mistrzostwach startowały także inne burundyjskie pływaczki – Gretta Ishaka i Kezimani Liesse. Jednak Narodowy Związek Pływacki Burundi zadecydował, że to Uwamahoro będzie reprezentować swój kraj w Pekinie.
Podczas Igrzysk Olimpijskich w Pekinie, Uwamahoro wzięła udział w konkurencji 50 metrów stylem dowolnym. Eliminacje tej konkurencji rozpoczęły się 15 sierpnia. Uwamahoro wystąpiła w drugim wyścigu eliminacyjnym. Startowała z zewnętrznego, ósmego toru; z wynikiem 36,86 zajęła 7. miejsce w swoim wyścigu eliminacyjnym, co w łącznej klasyfikacji dało jej 86. miejsce na 90 sklasyfikowanych zawodniczek. Jej czas reakcji wyniósł 0,85 sekundy. Zwyciężczynią tej konkurencji została Britta Steffen z Niemiec.
Kobiety
| Zawodniczka     | Konkurencja          | Wyścig eliminacyjny | Wyścig eliminacyjny | Półfinał                      | Półfinał                      | Finał                         | Finał                         |
| Zawodniczka     | Konkurencja          | Czas                | Miejsce             | Czas                          | Miejsce                       | Czas                          | Miejsce                       |
| --------------- | -------------------- | ------------------- | ------------------- | ----------------------------- | ----------------------------- | ----------------------------- | ----------------------------- |
| Elsie Uwamahoro | 50 m stylem dowolnym | 36,86               | 86.                 | Odpadła z dalszej rywalizacji | Odpadła z dalszej rywalizacji | Odpadła z dalszej rywalizacji | Odpadła z dalszej rywalizacji |